# Meitantei Conan - Kudō Shin'ichi e no chōsenjō - Kaitori densetsu no nazo
Meitantei Conan - Kudō Shin'ichi e no chōsenjō - Kaitori densetsu no nazo (名探偵コナン 「工藤新一への挑戦状～怪鳥伝説の謎～」?, Meitantei Konan - Kudō Shin'ichi e no chōsenjō ~Kaitori densetsu no nazo~, "Detective Conan - Lettera di sfida per Shinichi Kudo! - Il mistero dello strano uccello leggendario") è il terzo film per la TV live action ispirato alla serie manga e anime Detective Conan, di Gōshō Aoyama. È il primo con il secondo cast, in cui Junpei Mizobata prende il posto di Shun Oguri nella parte del protagonista, e l'ultimo realizzato prima della serie televisiva Meitantei Conan - Kudō Shin'ichi e no chōsenjō. È stato trasmesso da Yomiuri TV e Nippon Television il 15 aprile 2011 ed è tuttora inedito in Italia.

## Trama
La storia si svolge poco tempo prima della tragica trasformazione di Shinichi in Conan. Shinichi, un ancora giovane ma già eccellente detective che frequenta le scuole superiori, giunge nella cittadina di Jugoya insieme a Ran, Kogoro ed altri suoi amici. Esiste una leggenda che sostiene che un gigantesco cranio taurino assalti di notte gli sprovveduti abitanti ancora per le strade e li uccida.
Attualmente si sta per approntare una grande celebrazione della durata di tre giorni nel tentativo di tranquillizzare lo spirito e convincerlo così a lasciare finalmente in pace le persone e a non aggredirle più. Mentre una grande testa di toro viene trasportata dal vicino santuario, un nuovo terribile crimine si verifica: i membri della famiglia Wakura, amici dei genitori di Sonoko, si vengono a trovare da questo momento in poi in grave pericolo.
Viene allora richiesto l'aiuto di Shinichi, il quale dovrà cercare di sbrogliare l'intricata matassa e giungere il prima possibile alla verità. Contemporaneamente, anche Kogoro e Megure si mettono sulle tracce dei responsabili dei delitti.

## Sigla
La sigla finale è To you..., dei Dream.